# Acho que Esqueci de Mim
"Acho que Esqueci de Mim" é uma canção gravada pela cantora e compositora brasileira Roberta Miranda, e que conta com a participação da dupla Henrique & Juliano. A música foi lançada em 4 de setembro de 2015, pela Som Livre. A canção foi escrita pela própria Miranda, e foi produzida por Laércio da Costa.

## Gravação e produção
Em 7 de agosto de 2015, a cantora Roberta Miranda anunciou que estava trabalhando em uma música. Ela publicou em seu Instagram um trecho da canção, e disse que a faixa contaria com a participação de uma dupla de sertanejo universitário que, posteriormente, foi anunciada que seria Henrique & Juliano.

## Composição
Em entrevista, Roberta Miranda disse que a inspiração para a música veio das relações unilaterais. Ela disse que ao "observar o quanto algumas pessoas se anulam por algo que existe de um só lado (...) [ela notou] olhares perdidos por amores pouco valorizados, eu e muitos outros já passamos por situação bem parecida". Para ela, não basta simplesmente um compositor escrever a canção e dar a alguém para esse gravar. É necessário que se interprete a música para passar a mensagem e, por isso ela decidiu escrever a canção, ao invés de solicitar a algum compositor.

## Paradas
| Parada (2015)              | Melhor posição |
| -------------------------- | -------------- |
| Brasil (Billboard Hot 100) | 53             |